# Jezioro osuwiskowe

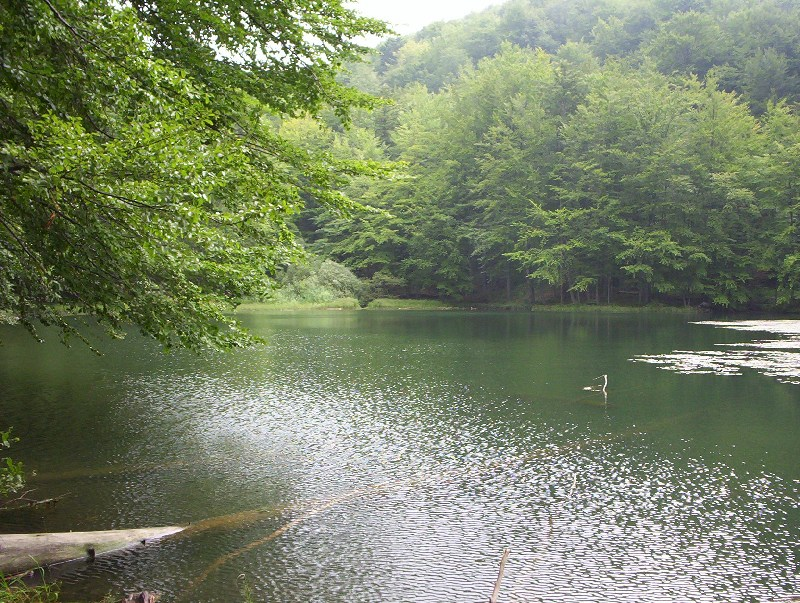
Jeziorko Duszatyńskie (górne).

Jezioro osuwiskowe – rodzaj jeziora zaporowego powstałego w wyniku zatamowania doliny rzecznej w wyniku ruchów masowych (osuwisko, obryw, lawina, jęzor lawy). 
Przykłady jezior osuwiskowych:
- Jezioro Sareskie,
- Jezioro Tangjiashan.

Mianem jeziora osuwiskowego określa się również niewielkie zbiorniki wodne powstałe w zagłębieniach w obrębie powierzchni osuwiska. 
W Polsce najbardziej znane są Jeziorka Duszatyńskie w Bieszczadach powstałe w 1907 roku wskutek wielkiego osuwiska skał ze zbocza Chryszczatej w dolinę potoku Olchowego.